# Kim Possible: So the Drama
Kim Possible: So the Drama is een Amerikaanse Disney-tekenfilm uit 2005 onder regie van Steve Loter.
Het is de tweede film van Kim Possible, waarvan de televisieserie in 2002 begon. Haar eerste film was Kim Possible: A Sitch In Time .
Dr. Drakken heeft een nieuw plan om de wereld te onderwerpen. Maar hiervoor moet hij eerst het zwakke punt van Kim Possible zien te vinden. Hij denkt dat het misschien via de liefde lukt.

## Stemmen
Hoofdpersonages:
- Kim Possible - Christy Carlson Romano
- Ron Stoppable - Will Friedle
- Rufus - Nancy Cartwright
- Wade - Tahj Mowry
- Shego - Nicole Sullivan
- Dr. Possible (Kims moeder) - Jean Smart
- Dr. Possible (Kims vader) - Gary Cole
- Jim en Tim Possible - Shaun Fleming
- Dr. Drakken - John Di Maggio
- Bonnie Rockwaller - Kirsten Storms
- Monique - Raven Symone
- Brick Flagg - Rider Strong